# Mildred Dunnock
Mildred Dorothy Dunnock (Baltimore, 25 de janeiro de 1901 — 5 de julho de 1991) foi uma atriz norte-americana.

## Filmes
- The Invisible Man's Revenge (1944) – Norma – a camareira (sem créditos)
- The Corn Is Green (1945) – Miss Ronberry
- Kiss of Death (1947) – Rizzo sem créditos)
- Death of a Salesman (1951) – Linda Loman
- I Want You (1951) – Sarah Greer
- Viva Zapata! (1952) – Espejo
- The Girl in White (1952) – Dr. Marie Yeomans
- The Jazz Singer (1952) – Ruth Golding
- Bad for Each Other (1953) – Mary Owen
- Hansel and Gretel (1954) – Mãe (voz)
- The Trouble with Harry (1955) – Sra. Wiggs
- Love Me Tender (1956) – Martha Reno
- Baby Doll (1956) – Tia Rose Comfort
- Peyton Place (1957) – Elsie Thornton
- The Nun's Story (1959) – Sister Margharita (Mistress of Postulants)
- The Story on Page One (1959) – Sra. Ellis
- BUtterfield 8 (1960) – Sra. Wandrous
- Something Wild (1961) – Sra. Gates
- Sweet Bird of Youth (1962) – Tia Nonnie
- Behold a Pale Horse (1964) – Pilar
- Youngblood Hawke (1964) – Sarah Hawke
- 7 Women (1966) – Jane Argent
- What Ever Happened to Aunt Alice? (1969) – Senhorita Edna Tinsley
- The Spiral Staircase (1975) – Sra. Sherman
- The Shopping Bag Lady (1975) – Annie Lewis
- Dragonfly (1976) (later: One Summer Love) – Barrow
- The Best Place to Be (1979)
- The Pick-up Artist (1987) – Nellie